# David Mayer Epstein
David Mayer Epstein (New York, 3 ottobre 1930 – Concord, 15 gennaio 2002) è stato un compositore, direttore d'orchestra, musicologo e docente statunitense.

## Biografia
Ha insegnato al Massachusetts Institute of Technology. È stato anche autore di Shaping Time: Music, the Brain e Performance, un lavoro sulle basi neurologiche per vari elementi della teoria musicale e co-curatore di Beauty and the Brain: Aspetti biologici di estetica